# Área de Conservação da Paisagem de Vulbi
A Área de Conservação da Paisagem de Vulbi é uma reserva natural situada no condado de Järva, na Estónia.
A sua área é de 11 hectares.
A área protegida foi designado em 1993 para proteger áreas de esker em Albu e Ambla. Em 2017, a unidade de conservação foi reformulada como área de preservação paisagística.